# Trautmannshofen
Das Pfarrdorf Trautmannshofen ist ein Gemeindeteil des Marktes Lauterhofen im Landkreis Neumarkt in der Oberpfalz.

## Eingemeindung
Am 1. Mai 1978 wurde Trautmannshofen mit Buschhof, Graben, Hartenhof und Mittersberg nach Lauterhofen eingemeindet.

## Wallfahrtskirche Mariä Namen
Ursprünglich war Trautmannshofen eine Filiale von Lauterhofen, 1719 wurde sie nach Litzlohe umgepfarrt. 1885 erhielt es die staatliche Genehmigung und 1887 die bischöfliche Genehmigung und wurde somit Expositur mit den Orten Buschhof, Graben, Hartenhof, Mittersberg und Seglitzenhöhe aus der Gemeinde Lauterhofen. 1878 erhielt sie Eispertshofen und Schneemühle und 1883 Ammelsdorf und Langenmühle von der Pfarrei Dietkirchen hinzu. Diese Orte gehören heute zur Gemeinde Pilsach. 1937 wurde Trautmannshofen dann zur selbständigen Pfarrei erhoben.

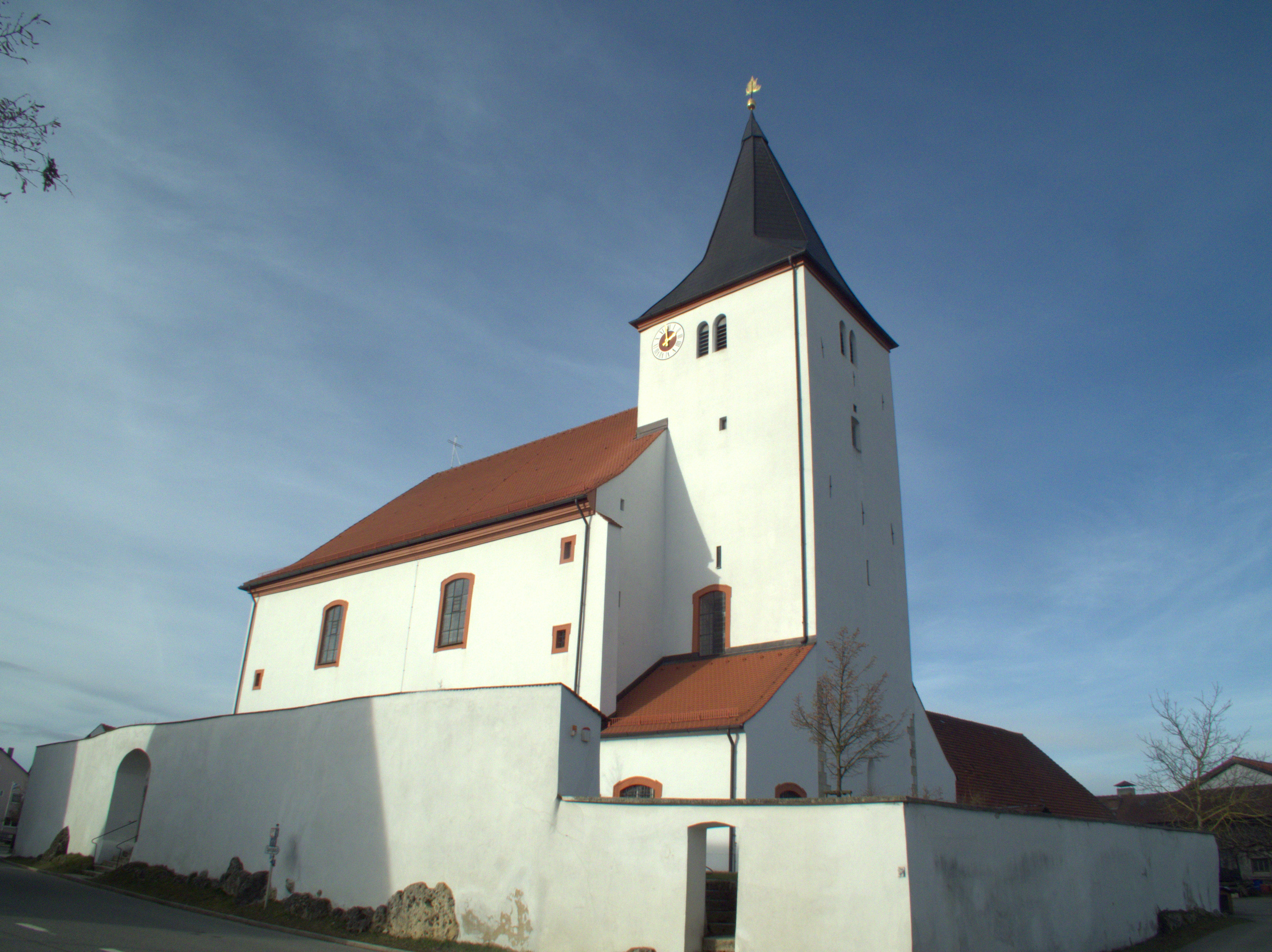
Wallfahrtskirche Mariä Namen (2012)

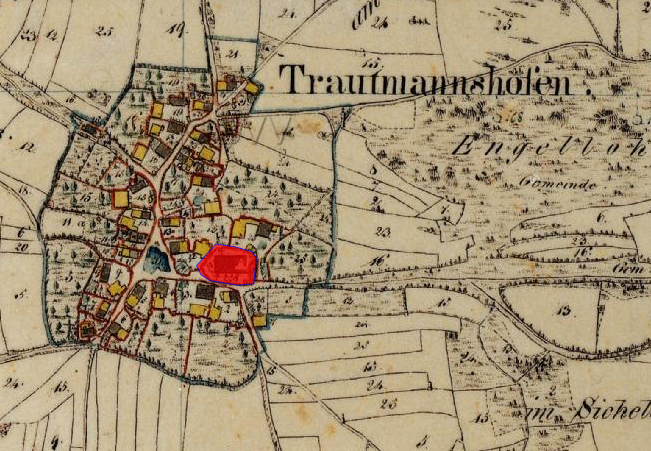
Lageplan der Wehrkirche Trautmannshofen auf dem Urkataster von Bayern

Die katholische Expositur- und Wallfahrtskirche Mariä Namen ist eine Wandpfeilerkirche mit Chorturm. Sie wurde 1655/1666 unter Einbeziehung des gotischen Turms in der Form einer Wehrkirche errichtet. Von 1686 bis 1689 fand ein Umbau statt und 1691 die Kirchweihe. Die Fresken und der Stuck stammen von 1760. Die Anlage ist unter der Aktennummer D-2-61-000-479 als denkmalgeschütztes Baudenkmal von Trautmannshofen verzeichnet. Ebenso wird sie als Bodendenkmal unter der Aktennummer D-3-6635-0130 im Bayernatlas als „Archäologische Befunde des Mittelalters und der frühen Neuzeit im Bereich der Kath. Expositur- und Wallfahrtskirche Mariä Namen in Trautmannshofen, darunter die Spuren von Vorgängerbauten bzw. älterer Bauphasen“ geführt.
Bereits 1382 ist die erste Kirche mit Marienfigur an dieser Stelle bezeugt. 1433 wurde die Kirche von den Hussiten niedergebrannt, aber die Marienfigur blieb unversehrt. 1504 brannte die Kirche im Landshuter Erbfolgekrieg erneut ab.
Jährlich kommen Fußwallfahrten aus verschiedenen Orten zur „Unversehrten Mutter“ wie zum Beispiel aus dem 70 km entfernten Allersberg.

### Orgel
Das prachtvolle, noch weitgehend in fränkischer Tradition erbaute Gehäuse der Orgel von Johann Baptist Funtsch von 1741 ist erhalten. 1892 ersetzte Edenhofer Cymbel und Aliquoten durch 8’-Register. 1979 rekonstruierte Mathis & Söhne Orgelbau (Näfels) die ursprüngliche Disposition, der Flötenbass 4’ wurde durch einen Bourdon 8’ ersetzt. Die vom Holzwurm befallenen alten Holzpfeifen wurden neu gefertigt, ebenso ein Großteil der Metallpfeifen. Die Orgel hat ein Manual, Pedal und zwölf Register. Sie hat Schleifladen und mechanische Spiel- und Registertrakturen.
| I Hauptwerk C,D,E,F,G–c3 |    |
| Principal                | 8′ |
| Amorosa                  | 8′ |
| Salicional               | 8′ |
| Octav                    | 4′ |
| Rohrflöte                | 4′ |
| Quint                    | 3′ |
| Octav                    | 2′ |
| Mixtur 3fach             | 2′ |
| Cymbel 3fach             | 1′ |

| Pedal C,D,E,F,G–a0 |     |
| Subbass            | 16′ |
| Principalbass      | 8′  |
| Bourdon            | 8′  |

- Normalkoppel: I/P